# Любоєнка
Любоєнка (пол. Lubojenka) — село в Польщі, у гміні Миканув Ченстоховського повіту Сілезького воєводства.
Населення — 541 особа (2011).
У 1975-1998 роках село належало до Ченстоховського воєводства.

## Демографія
Демографічна структура станом на 31 березня 2011 року:
|          | Загалом | Допрацездатний вік | Працездатний вік | Постпрацездатний вік |
| -------- | ------- | ------------------ | ---------------- | -------------------- |
| Чоловіки | 292     | 48                 | 220              | 24                   |
| Жінки    | 249     | 52                 | 149              | 48                   |
| Разом    | 541     | 100                | 369              | 72                   |